# Freistempel
Freistempel sind von einer Frankiermaschine (auch Freistempelmaschine oder Freistempler genannt) erzeugte Stempelabdrucke mit Wertzeichencharakter, die zur Freimachung von Postsendungen dienen (bestimmte Form des Postwertzeichens). 
Unterschieden wird im Allgemeinen nach Standort des verwendeten Freistemplers zwischen Postfreistempel und Absenderfreistempel. 
In der Gestaltung zeigen sich Freistempelabdrucke sehr variabel, bestehen in der Regel jedoch aus dem eigentlichen Wertstempel mit der Angabe des entrichteten Portos und einem Orts- bzw. Datumsstempel (Tagesstempel). In den Wertstempel integriert ist zumeist die jeweilige Landesbezeichnung oder der Name der Postanstalt, welche die mit dem Stempel freigemachte Sendung befördern soll. Beim Absenderfreistempel findet sich darüber hinaus ein Bereich, der für Absenderangaben und Werbung zur Verfügung steht. Gemäß Bestimmungen des Weltpostvereins war für den Freistempelabdruck – zumindest im internationalen Verkehr – die Stempelfarbe Rot vorgeschrieben, seit Beginn des 21. Jahrhunderts wird aber häufig auch die Farbe Blau verwendet, die sich durch bessere Lesbarkeit auszeichnet und so der maschinellen Postverarbeitung dienlicher ist. 
Von Briefmarkensammlern werden Freistempel häufig abgelehnt, tragen sie doch maßgeblich dazu bei, dass Briefmarken aus dem täglichen Postverkehr verschwinden. Andererseits gibt es viele Philatelisten, die Freistempel als Zeugnisse einer voranschreitenden Automatisierung des Postbetriebes sammeln und ihre unterschiedlichen Einsatzmöglichkeiten dokumentieren. Wachsende Anerkennung finden Freistempel zudem bei Heimat- und Motivsammlern.

## Geschichte
Die erstmals im Jahr 1840 in Großbritannien und bald weltweit genutzte Form der Freimachung von Postsendungen mittels Briefmarke hatte für Absender und Postanstalten zu einer enormen Beschleunigung der Arbeitsabläufe im Postverkehr geführt. Dieser Rationalisierungseffekt verlor sich allerdings bereits in der zweiten Hälfte des 19. Jahrhunderts. Das aufgrund starker industrieller Entwicklung beständig wachsende Postaufkommen in Unternehmen und Institutionen machte das Frankieren mit Freimarken (einschließlich der Erfassung des verausgabten Portos) zu einer zeitaufwendigen Angelegenheit. Für die Post stellte vorrangig das markenentwertende Stempeln der aufgelieferten Postsendungen eine immer größere Herausforderung dar.
Anfänglich behalf die Post sich mit Frankostempeln, bei denen der Vermerk für die erfolgte Barfreimachung („Franko“ oder „Franco“) mit dem Ortsstempel kombiniert wurde. Ein Verkleben von Briefmarken war somit nicht mehr nötig. Derartige Stempel setzte die Preußische Post ab 1864, die Württembergische Postverwaltung ab 1887 ein. Die Post des Norddeutschen Bundes und die Deutsche Reichspost nutzten derartige Stempel kurzzeitig in etwa 150 Postämtern mit hohem Postaufkommen. Abgeschlagen wurden die Frankostempel im Allgemeinen in Rot, teilweise in Violett. 1879 endete die Zeit der Orts-Franko-Stempel.
Die am Ende des 19. Jahrhunderts verstärkt aufkommenden Massensendungen verlangten nach einer weiteren Rationalisierung. Entsprechende Überlegungen führten in dieser Zeit zur Entwicklung von Frankiermaschinen, so in den USA im Jahr 1897, in Ungarn 1906. Auch der Deutschen Reichspost wurden um die Jahrhundertwende zahlreiche Entwürfe von Freistempelmaschinen vorgelegt. Insgesamt verhielten sich die Postverwaltungen jedoch – vor allem was den Einsatz von Freistempelmaschinen beim Kunden anbelangte – recht zurückhaltend. „Ein versuchsweiser Einsatz von Freistemplern zu Beginn des 20. Jahrhunderts ist nur aus Neuseeland und Norwegen bekannt.“

## Postfreistempel
1910 setzte die Bayerische Postverwaltung in acht Postämtern Freistempelmaschinen der Firma Sylbe ein, mit denen über die gesamte Brief- oder Kartenseite ein Stempel gedruckt wurde, bei dem sich Tagesstempel und ein Einkreisstempel mit der Inschrift „(Wert) Pf/FRANCO/BEZAHLT“, jeweils verbunden durch vier waagerechte Linien, abwechselten. Ihrem Aussehen entsprechend werden diese Stempel auch als „Bandstempel“ bezeichnet. Anfänglich wurde grüne, später dann schwarze oder rote Stempelfarbe verwendet. „Erst Ende 1920 führte auch die Deutsche Reichspost ähnliche Stempelmaschinen ein, Versuchsstempelungen damit nahmen die Postämter Berlin 2 und Berlin 11 seit Ende 1919 vor.“ Maßgeblichen Einfluss auf diese Entscheidung der Reichspost hatte sicher die 1920 durch den VII. Weltpostkongress in Madrid mit Wirkung vom 1. Januar 1922 erfolgte Zulassung von Freistempeln im internationalen Postverkehr.

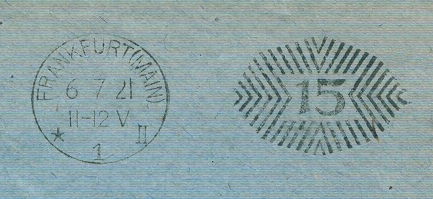
Postfreistempel von 1921 mit Wertstempel (Ziermuster)

Von 1920 bis 1922 gelangten bei der Deutschen Reichspost Postfreistempel zum Einsatz, bei denen für jede Wertstufe eine besondere Zeichnung (Ziermuster) verwendet wurde. Zwei Gruppen können unterschieden werden. Die erste Gruppe umfasst die Stempel für den Inlandsverkehr. Der Abdruck erfolgte anfänglich noch in schwarzer, später in roter Farbe. Die zweite Gruppe – hier enthielt das jeweilige Ziermuster neben der Wertangabe noch die Inschrift Deutsches Reich – konnte auch für den Auslandspostverkehr genutzt werden. Die Stempel der zweiten Gruppe kamen, entsprechend der Festlegungen von Madrid, erst ab nach dem 1. Januar 1922 zum Einsatz und wurden in roter Farbe abgedruckt. Bei beiden Gruppen befand sich links neben dem Wertstempel in Ziermusterform der jeweilige Tagesstempel.
Im Kontext der voranschreitenden Inflation wurde es immer schwieriger, die Postämter rechtzeitig mit den erforderlichen neuen Wertstempelmustern zu versorgen. Ab Mitte Dezember 1922 wurde der Einsatz von Stempeln mit verschiedenen Ziermustern gänzlich beendet.

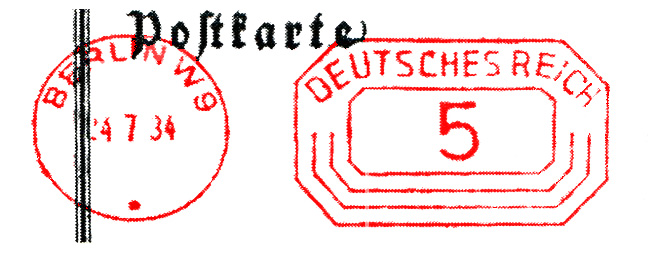
Postfreistempel mit Wertstempelmuster Achteck

Ein bereits ab Oktober 1922 verwendetes Muster mit Wertangabe im länglichen Achteck und Angabe der Postanstalt blieb allerdings weiterhin im Gebrauch. Die Portostufe, sie findet sich sowohl mit als auch ohne Währungsangabe, konnte je nach Bedarf eingesetzt werden. Postfreistempel in vergleichbarer Form finden sich auch noch in den unmittelbaren Nachkriegsjahren und später bei der Deutschen Post der DDR und der Deutschen Bundespost.
Mit der Einführung der zentralen Briefbearbeitung in Briefzentren ab 1993 verliert diese traditionelle Form des Postfreistempels jedoch an Bedeutung. In der Folgezeit werden zunehmend Stempel mit der Inschrift „Briefregion“ bzw. „Briefzentrum“ im Tagesstempel und einem Wertstempel ähnlich dem der Absenderfreistempel eingesetzt, wobei sich bis zum Ende des Jahrzehnts eine bemerkenswerte Stempelvielfalt herausbildet. Dieser Beliebigkeit wird ab 1. Januar 1999 (ursprünglicher Starttermin des Pilotversuches war der 1. Oktober 1998, Frühverwendungen sind möglich) durch den „Frankier Service“ der Deutschen Post AG ein Ende gesetzt. Damit verbunden ist ein neuer Stempelabdruck in der Farbe Schwarz, der rechts den Tagesstempel des jeweiligen Briefzentrums, links daneben einen rechteckigen „Wertstempel“ mit stilisiertem Posthorn, der Bezeichnung Deutsche Post und zweizeiliger Inschrift FRANKIER/SERVICE zeigt. Auch die umgekehrte Anordnung mit Wertstempel rechts ist zu finden, ebenso Stempelabdrucke mit zusätzlicher, links angeordneter Posteigenwerbung („Mit dem / Frankier / Service / gewinnen Sie / Zeit und Geld“) oder der Firmenangabe von Großkunden der Post. Eine konkrete Wertangabe fehlt, womit die Stempelklischees auch nach der Euroumstellung im Jahr 2002 problemlos weiter verwendet werden konnten. Ein Stempel mit dem zusätzlichen Text „Entgelt bezahlt“ im unteren Bereich des Wertstempelrechtecks wurde bei der Freimachung von Infopost verwendet.

## Absenderfreistempel
Dem Einsatz der Postfreistempel bei der Deutschen Reichspost folgte 1921 die Zulassung der Absenderfreistempel. Eine Versuchsphase mit Maschinen von vier Herstellern begann allerdings erst 1923. Zu den beauftragten Firmen gehörten die Uhrenfabrik Furtwängler (ehemals L. Furtwängler Söhne AG) aus Furtwangen, BAFRA aus Berlin und die Anker-Werke AG aus Bielefeld. Diese drei Unternehmen gründeten bereits im Juli 1923 eine gemeinsame Tochterfirma, die „Postfreistempler GmbH“ mit Sitz in Bielefeld (ab 1925 „Francotyp Gesellschaft mbH“, wobei die Uhrenfabrik Furtwängler wohl wieder ausschied). Als viertes Unternehmen nahm die Komusina-Gesellschaft aus Karlsruhe an der Versuchsphase teil. Die Maschinenstempel aus der ersten Versuchsphase enthielten noch keinen Tagesstempel, dieser wurde nach Abgabe der freigemachten Sendungen von der Post als Auflieferungs- und Entwertungsstempel abgeschlagen. Erst im Verlauf der Versuchsphase wurde dann auch der Orts- bzw. Datumsstempel integraler Bestandteil des Absenderfreistempel und galt nun zugleich als Entwertungsstempel. Eine stempeltechnische Bearbeitung durch die Post war somit nicht mehr erforderlich.
Die Erprobungsphase endete 1925 mit einem positiven Ergebnis. Hatte die Post ihren Kunden in der Versuchsphase die Freistempelmaschinen noch zur Nutzung überlassen, so mussten diese nun beim Hersteller gekauft und bei der Post eine Zulassung beantragt werden. Verwendet wurden in Deutschland in den 1920er Jahren Francotyp- und Komusina-Maschinen. Als die Komusina-Gesellschaft nach verlorenen Patentstreitigkeiten mit der Francotyp GmbH im Jahr 1931 Konkurs anmelden und letztlich die Produktion einstellen musste, erlangten Francotyp-Freistempler auf dem deutschen und auch internationalen Markt eine zunehmende Verbreitung. Schon zu Beginn der 1930er Jahre warb die Firma für ihr Erfolgsmodell „Francotyp C“ mit dem Slogan: „Das Postamt im Hause in allen Kulturstaaten der Welt eingeführt“. In Deutschland gelang es vorerst allein der 1938 von der Firma „Telefonbau und Normalzeit“ gegründeten „Freistempler GmbH“, Frankfurt am Main, später unter dem Namen „Postalia GmbH“ mit Sitz in Offenbach, noch bestimmte Marktanteile zu erringen. Francotyp und Postalia fusionierten 1983 zur Francotyp-Postalia AG, die seit 1994 ihren Hauptsitz in Birkenwerder bei Berlin hat. Als nennenswerte Konkurrenz auf dem internationalen Markt zeigte sich vor dem Zweiten Weltkrieg bereits der amerikanische Hersteller „Pitney Bowes“, der sich nach 1945 dann zum weltweit führenden Hersteller von Frankiermaschinen entwickeln konnte. Auf dem deutschen Markt war Pitney Bowes ab 1964 mit Freistempelmaschinen präsent. 1969 erhielten die Firmen „Frama“ aus der Schweiz und der europäische Marktführer „Neopost“ eine Zulassung der Deutschen Bundespost für ihre Freistempelgeräte, es folgten 1974 Maschinen von „Rena“ und 1978 von „Krag“.
Die Absenderfreistempel variierten je nach Hersteller und verwendeter Maschine, stimmten jedoch, sieht man einmal von der Versuchsphase Mitte der 1920er Jahre ab, aufgrund der von der Post vorgegebenen Normen hinsichtlich der Gestaltung des Tagesstempels und des Wertzeichenklischees weitgehend überein. Lediglich hinsichtlich der Anordnung der einzelnen Elemente unterschieden sich Komusina- und Francotyp-Freistempel deutlich. Bei den Stempelabdrucken von Komusina befand sich links in senkrechter Stellung ein Summenzähler, es folgte das Reklamefeld für den Absender, dann der Orts-Datumsstempel und ganz rechts der Wertstempel. Die Freistempel der Francotyp-Maschinen zeigten von links nach rechts den Orts-Datumsstempel, das Reklamefeld des Absenders und – ebenfalls ganz rechts – den Wertstempel. Anfänglich befand sich bei beiden Herstellern unterhalb von Tages- und Wertstempel noch Raum für eine Firmen- bzw. Behördenbezeichnung, später wurde bei Francotyp- und Postalia-Maschinen darauf verzichtet. Die entsprechenden Angaben wurden, sofern vom Kunden darauf Wert gelegt wurde, in das Reklamefeld integriert.
1958/59 erklärte die Deutsche Bundespost, internationalen Gepflogenheiten Rechnung tragend, die Reihenfolge Absenderfeld, Orts-Datumsstempel, Wertstempel (von links nach rechts) zur Norm für alle neuen Freistempelmaschinen.
Die teilweise lange Verwendungszeit von Freistempelmaschinen bei Firmen und Behörden führte dazu, dass die Wertstempelklischees immer wieder gemäß den sich ändernden Vorgaben der jeweils zuständigen Postverwaltung angepasst werden mussten. Die Landesbezeichnungen beispielsweise wechselten von Deutsches Reich, Deutsche Reichspost, Deutsche Post, Deutsche Bundespost bis zur Deutschen Post AG, es finden sich außerdem die Bezeichnungen Saarland, Deutsche Bundespost Berlin, Deutsche Post (DDR). Oftmals wurde in Umstellungsphasen nicht immer sofort das gesamte Klischee ausgetauscht, sondern es wurden – besonders in den Notjahren nach 1945 – vorerst nur unerwünschte Teile des Stempels entfernt (aptiert), z. B. Hakenkreuze oder der Wortteil „Reichs“ in „Deutsche Reichspost“. Gleiches betraf politische Losungen im Absenderfeld. Solche aptierten Stempelabdrucke werden von Sammlern besonders gesucht.
In den 1980er Jahren wurde jedem von der Deutschen Bundespost zugelassenen Stempelhersteller ein Kennbuchstabe zugewiesen, der fortan zusammen mit einer Kennzahl für die jeweilige Frankiermaschine im Wertstempel mit abgedruckt wurde.

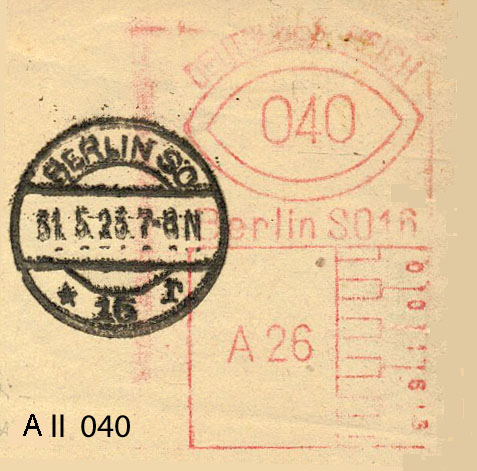
Freistempel aus der Erprobungsphase, mit Tagesstempel entwertet
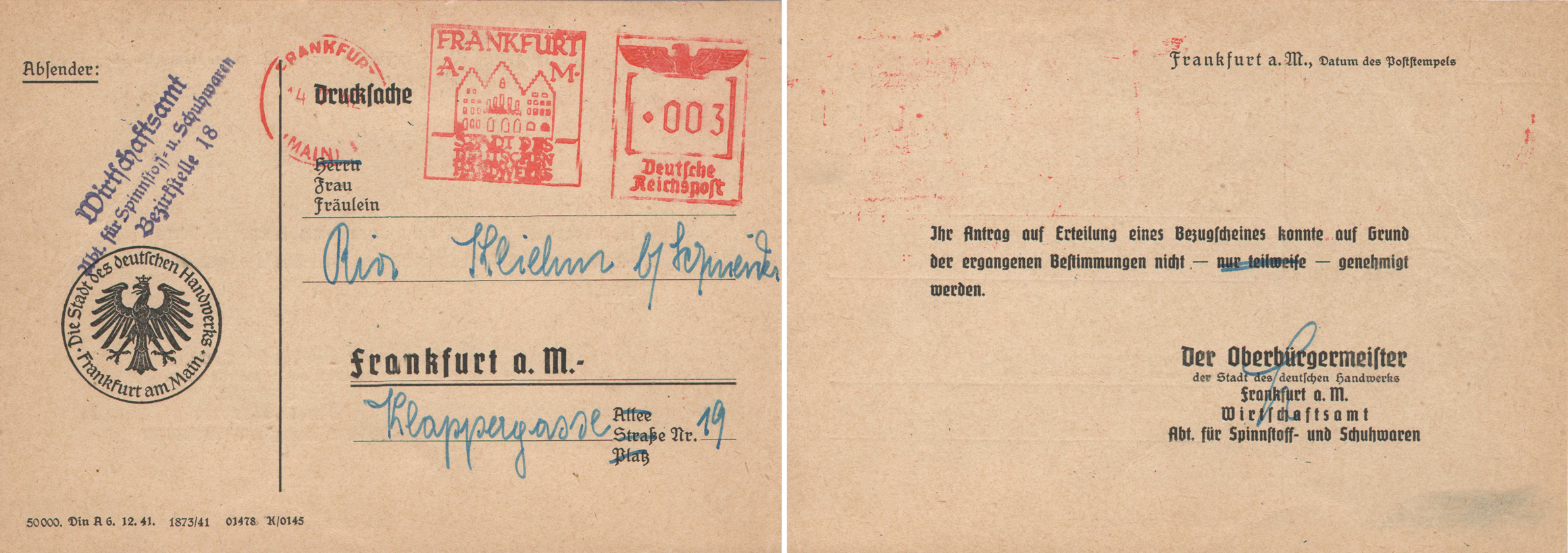
Freistempel der Stadt Frankfurt mit Werbetext „Stadt des deutschen Handwerks“, 1942
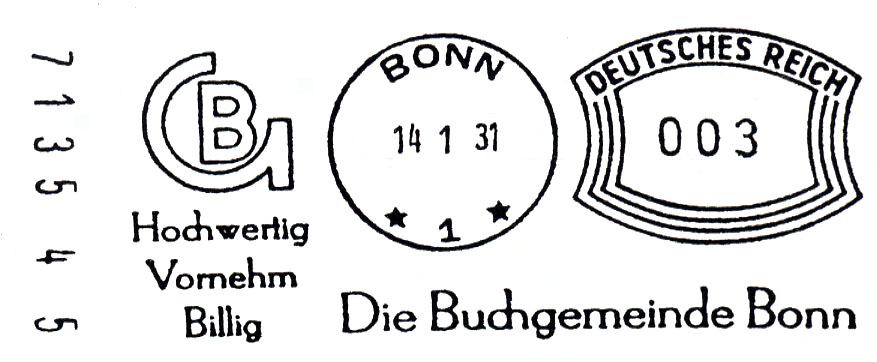
Typischer Aufbau eines Freistempelabdrucks (Komusina)
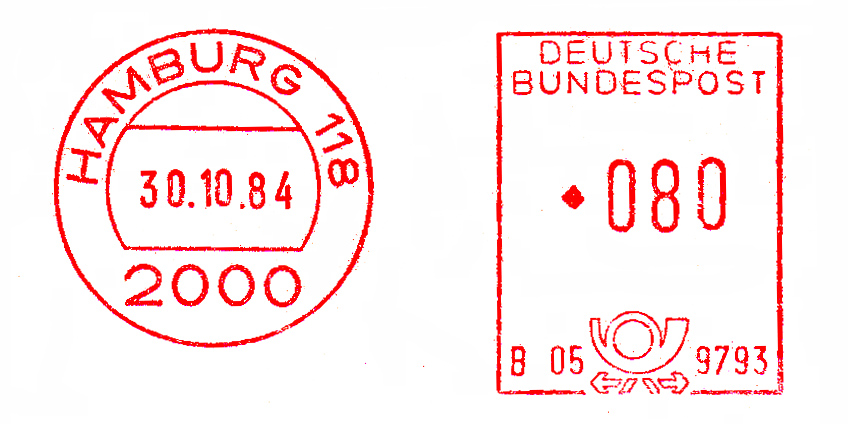
Absenderfreistempel mit Maschinenkennung, Hersteller Francotyp (Kennbuchstabe B) (Werbeklischee fehlt)
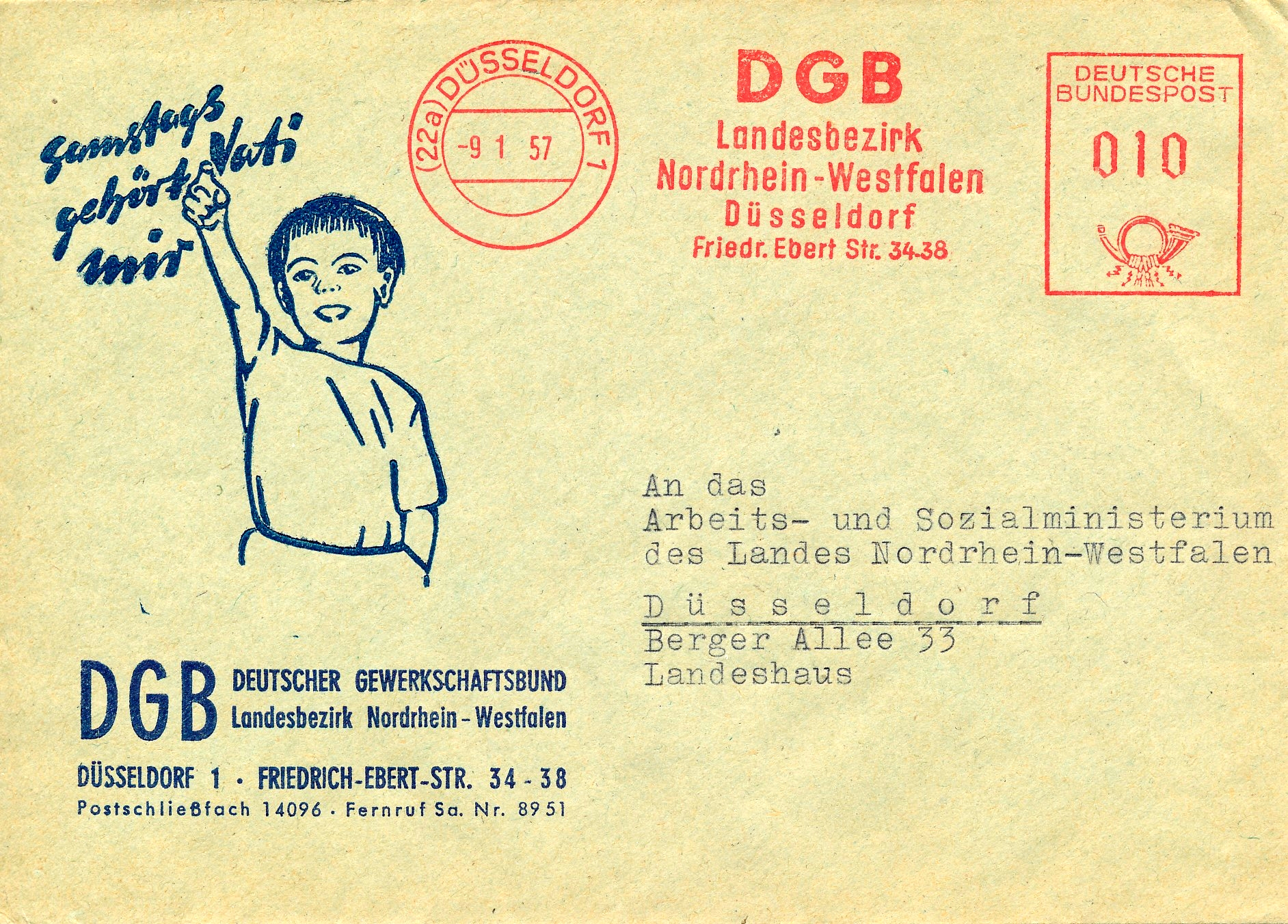
Absenderfreistempel auf einem Werbeumschlag des DGB von 1957

## Stampit- und Frankit-Frankierabdrucke
Hauptartikel: Stampit und Frankit
Im September 2001 wurde in Deutschland das Stampit-Verfahren als EDV-Freimachung für jedermann mit Ausdruck des Freistempels und Abrechnungsverfahren über das Internet eingeführt. Im April 2004 startete das Frankit-Programm der DPAG, mit dem das Ziel verfolgt wurde, noch im Einsatz befindliche Freistempelmaschinen schrittweise durch auf digitaler Basis arbeitende Frankiermaschinen zu ersetzen. Stampit und Frankit führten zu einer grundlegenden Veränderung bei den Barfreimachungen und deren Nachweis auf Postsendungen.

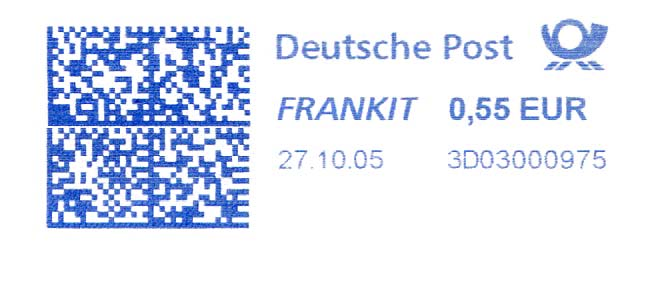
FRANKIT-Frankierabdruck (hier ohne Werbeteil)

Die im Stampit- oder Frankit-Verfahren erzeugten Freimachungen werden, obwohl sie nicht mehr durch Stempeln (Hochdruck), sondern als Ausdrucke von Laser- bzw. Tintenstrahldrucker entstehen, von vielen Sammlern ebenfalls zu den Freistempeln gezählt. In besonderem Maße trifft dies auf die Frankit-Frankierabdrucke zu, die mit lesbaren Angaben zu Porto und Datum, vor allem aber mit dem Identcode, der Aufschluss über den Hersteller, den Typ und die Seriennummer der verwendeten Frankiermaschine gibt, noch eine deutliche Nähe zu den traditionellen Absenderfreistempeln aufweisen.
Gänzlich neu ist bei den Frankierabdrucken aus beiden Verfahren der Wegfall des briefmarkenähnlichen Wertstempelabdruckes und des Tagesstempels. Wichtige Informationen sind nunmehr – neben der Darstellung im Klartext – vor allem in einem 36×36-DataMatrix-Code (2-D-Strichcode) verschlüsselt. Der Raum links neben dem Matrixcode kann beim Frankit-Verfahren (beim 2011 eingestellten Stampit-Verfahren war dies nur in der Business-Version möglich) für Werbung des Absenders oder für die Angabe von Briefzusatzleistungen genutzt werden. Auch dadurch ergibt sich bei Frankit-Abdrucken eine gewisse Nähe zu den traditionellen Absenderfreistempeln.

## Metered Mail

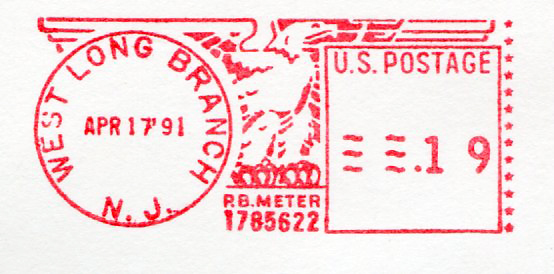
Postfreistempel (Metered Mail) aus den USA

Eine besondere Form des Postfreistempels stellen die in den USA, in Kanada, der Schweiz und anderen Ländern verwendeten „Metered Mail“ (Meterpost) dar. Dabei bedient sich der Postkunde eines Automaten, der nach Eingabe des gewünschten Portobetrages und Bezahlung derselben entsprechende Wertzeichen auf Gebührenzetteln ausdruckt, die der Kunde auf seinen Postsendungen verklebt. Die Stempelabdrucke enthalten in der Regel neben dem Werteindruck noch einen Tagesstempel.